# Реєстр спортивних рекордів з визнаних в Україні видів спорту
Реєстр спортивних рекордів з визнаних в Україні видів спорту

## Статус
Порядок ведення реєстру затверджений наказом Міністерством молоді та спорту України від 18 грудня 2013  № 1276.
До Реєстру включаються такі дані:
- вид спорту;
- назва спортивної дисципліни;
- діючий спортивний рекорд;
- встановлений спортивний рекорд;
- реєстраційний номер спортивного рекорду;
- ранг спортивних змагань;
- строк та місце проведення спортивних змагань;
- прізвище, ім'я, по батькові та рік народження спортсмена, що встановив спортивний рекорд;
- діючі спортивні рекорди України, Європи, світу, Олімпійських ігор, інших міжнародних змагань та рік їх встановлення.

## Види спорту
В реєстрі реєструються спортивні рекорди України з таких видів спорту:
1. Олімпійські види спорту
  1. Важка атлетика
  2. Легка атлетика
  3. Плавання
  4. Стрільба з лука
  5. Стрільба кульова
  6. Стрільба стендова
  7. Ковзанярський спорт
  8. Шорт-трек
  9. Стрибки на лижах з трампліна
  10. Велосипедний спорт
  11. Веслування академічне
2. Неолімпійські види спорту
  1. Гирьовий спорт
  2. Пауерліфтинг
  3. Скелелазіння
  4. Авіамодельний спорт
  5. Автомобільний спорт
  6. Автомодельний спорт
  7. Водно-моторний спорт
  8. Парашутний спорт
  9. Планерний спорт
  10. Повітроплавальний спорт
  11. Підводний спорт
  12. Ракетомодельний спорт
  13. Судномодельний спорт
  14. Роликовий спорт
3. Види спорту інвалідів з ураженнями опорно-рухового апарату, вадами зору, слуху та розумового і фізичного розвитку
  1. Велосипедний спорт-трек
  2. Ковзанярський спорт
  3. Легка атлетика
  4. Пауерліфтинг
  5. Плавання
  6. Стрільба кульова